# Spencer (Iowa)
Spencer – miasto w Stanach Zjednoczonych, w stanie Iowa, siedziba hrabstwa Clay. W 2000 liczyło 11 317 mieszkańców.